# 莫农加希拉河
莫农加希拉河（英語：Monongahela River，/məˌnɒnɡəˈhiːlə/，在当地也被称为the Mon /ˈmɒn/）是一条长130英里（210）的河流，流经西維吉尼亞州中北部和宾夕法尼亚州西南部，在匹兹堡与阿勒格尼河汇合形成俄亥俄河。